# ルンバ!
『ルンバ!』（Rumba）は、2008年のフランス・ベルギー映画。ドミニク・アベルとフィオナ・ゴードンの道化師夫婦による長編映画第二作目である。
日本では2010年7月31日に『アイスバーグ!』と同時に上映された。

## ストーリー
ブリュッセル近郊で小学校教師をしているドムとフィオナの夫婦はダンスが好きで、県の大会では優勝するほどの実力者であった。だがある日、交通事故によってフィオナは片足を失い、ドムは記憶を失って、夫婦は一気にどん底へと突き落とされる。

## キャスト
- ドム: ドミニク・アベル
- フィオナ: フィオナ・ゴードン
- フィリップ・マルツ
- ブルーノ・ロミ（フランス語版）